# Форвард-Кахута
Форвард-Кахута (англ. Forward Kahuta) — город в пакистанской территории Азад-Кашмир, административный центр округа Хавели.

## Географическое положение
Город расположен недалеко от границы с Индией, высота над уровнем моря составляет 1658 метров.

## Транспорт
Ближайший аэропорт расположен в городе Равалакот.